# Rudolf Wehner
Rudolf Wehner (* 4. März 1908 in Dresden; † 1980) war ein deutscher Werkzeugschlosser, Jugendfunktionär (SAJ), Widerstandskämpfer gegen den Nationalsozialismus und Parteifunktionär (SPD/KPD/SED).

## Leben
Wehner besuchte nach der Volksschule eine berufsvorbereitende Mittelschule und erlernte den Beruf des Werkzeugschlossers. 1926 trat er in die Sozialistische Arbeiterjugend (SAJ) und in den Deutschen Metallarbeiter-Verband (DMV) ein. 1928 wurde er Mitglied der Sozialdemokratischen Partei Deutschlands (SPD). 1929 fand er Arbeit bei der Firma Carl Zeiss AG in Jena. Im Umkreis von Heinrich Hoffmann engagierte er sich bei den Jungsozialisten. 1932 wurde er Leitungsmitglied bei der SAJ.
Nach der Machtübertragung an die NSDAP 1933 hielt er die Jenaer sozialistische Jugend zusammen, die 1941 ein Teil der Neubauer-Poser-Gruppe wurde. Die Mehrheit der Mitglieder trat von der SPD zur Kommunistischen Partei Deutschlands (KPD) über. Nach Posers Tod war Wehner Mittelpunkt der Gruppe.
Nach Ende der NS-Herrschaft gründete Wehner die KPD-Ortsgruppe in Jena neu und wurde ihr Politischer Sekretär. 1946 wurde er paritätischer SED-Kreisvorsitzender. Wehner gehörte zu den Kommunisten, die sich gegen Befehlsstrukturen in der SED-Führung einsetzten, auch als er Mitarbeiter im ZK der SED in Berlin war. Zuletzt arbeitete er an der DDR-Botschaft in Moskau.

## Veröffentlichung
- Zur Entwicklung der demokratischen Aktivität bei der Durchsetzung des wissenschaftlich-technischen Fortschritts im Kombinatsbetrieb, 1986